# 아와즈촌 (이시카와현)
아와즈촌(粟津村)은 이시카와현 노미군에 존재했던 촌이다.

## 지리
- 현재의 고마쓰시 남부, 1940년에 고마쓰시 성립 당시에는 고마쓰시 최남단 지역이었다.
- 촌의 중심에는 아와즈 온천이 있었다.
- 구 기즈촌의 지역은 기바가타에 접해 있어 어업이 이루어지기도 했다.
- 당시 농업의 주요 생산물은 쌀, 쑥, 누에고치, 감, 목재, 목탄, 비단직물, 짚단, 차 등이었다. 뽕나무 재배도 이루어졌다.

## 역사
- 1889년 4월 1일 - 정촌제 시행에 의해 9촌의 구역을 가지고 노미군 아와즈촌이 성립하였다.
- 1940년 12월 1일 - 고마쓰정, 아타카정, 마키촌, 이타즈촌, 시로에촌, 노시로촌, 미유키촌, 아와즈촌이 합병해 고마쓰시가 성립하였다.